# Portuguese Juniors 2014
Das Portuguese Juniors 2014 fand als bedeutendstes internationales Nachwuchsturnier von Portugal im Badminton vom 28. bis zum 30. November 2014 in Caldas da Rainha statt. Es war die sechste Auflage der Veranstaltung.

## Sieger und Platzierte
| Disziplin    | Gold                                | Silber                          | Bronze                                      |
| ------------ | ----------------------------------- | ------------------------------- | ------------------------------------------- |
| Herreneinzel | Ygor Coelho                         | Luís Enrique Peñalver           | Sergey Molodov                              |
| Herreneinzel | Ygor Coelho                         | Luís Enrique Peñalver           | Rodion Alimov                               |
| Dameneinzel  | Clara Azurmendi                     | Clara Nistad                    | Alina Davletova                             |
| Dameneinzel  | Clara Azurmendi                     | Clara Nistad                    | Ronja Stern                                 |
| Herrendoppel | Luís Enrique Peñalver Javier Suárez | Sergey Molodov Dmitrii Riabov   | Rodion Alimov Alexandr Kozyrev              |
| Herrendoppel | Luís Enrique Peñalver Javier Suárez | Sergey Molodov Dmitrii Riabov   | Sturla Flåten Jørgensen Carl Christian Mork |
| Damendoppel  | Emma Karlsson Johanna Magnusson     | Yana Ignatyeva Kristina Vyrvich | Gabriela Pereira Catarina C. Silva          |
| Damendoppel  | Emma Karlsson Johanna Magnusson     | Yana Ignatyeva Kristina Vyrvich | Miren Josebe Azcue Marta Molina             |
| Mixed        | Rodion Alimov Alina Davletova       | Elias Bracke Lise Jaques        | Alejo Javier Ibeas Miren Josebe Azcue       |
| Mixed        | Rodion Alimov Alina Davletova       | Elias Bracke Lise Jaques        | Thai To Moa Sjöö                            |